# Sulcacis nobuchii
Sulcacis nobuchii là một loài bọ cánh cứng trong họ Ciidae. Loài này được Kawanabe miêu tả khoa học năm 1997.